# Тео Бусьєр
Тео Бусьєр (фр. Théo Bussière, 1 січня 1995) — французький плавець.
Учасник Олімпійських Ігор 2016, 2020 років.
Призер Чемпіонату Європи з плавання на короткій воді 2017 року.